# Głaz Tempelburg

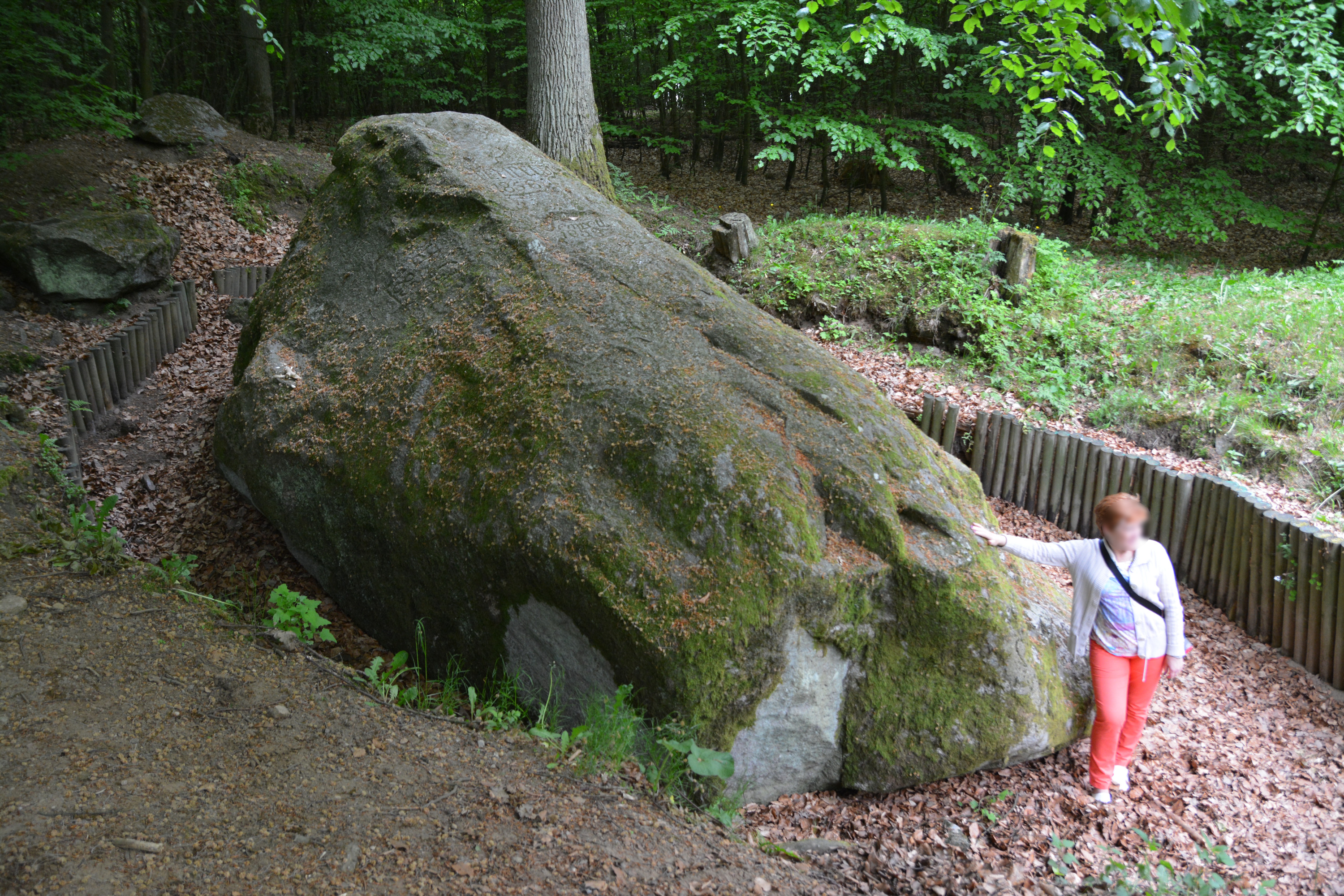
Głaz Tempelburg

Głaz Tempelburg – pomnik przyrody, granit, największy na terenie gminy Czaplinek głaz narzutowy. Położony jest w odległości ok. 5 km na południe od centrum Czaplinka, pomiędzy miejscowościami: Pławno i Cichorzecze. Leży przy drodze będącej przedłużeniem ul. Kamiennej w Czaplinku. Jest bardzo prawdopodobne, że nazwa tej ulicy (wzorowana na nazwie przedwojennej) pochodzi właśnie od tego głazu.

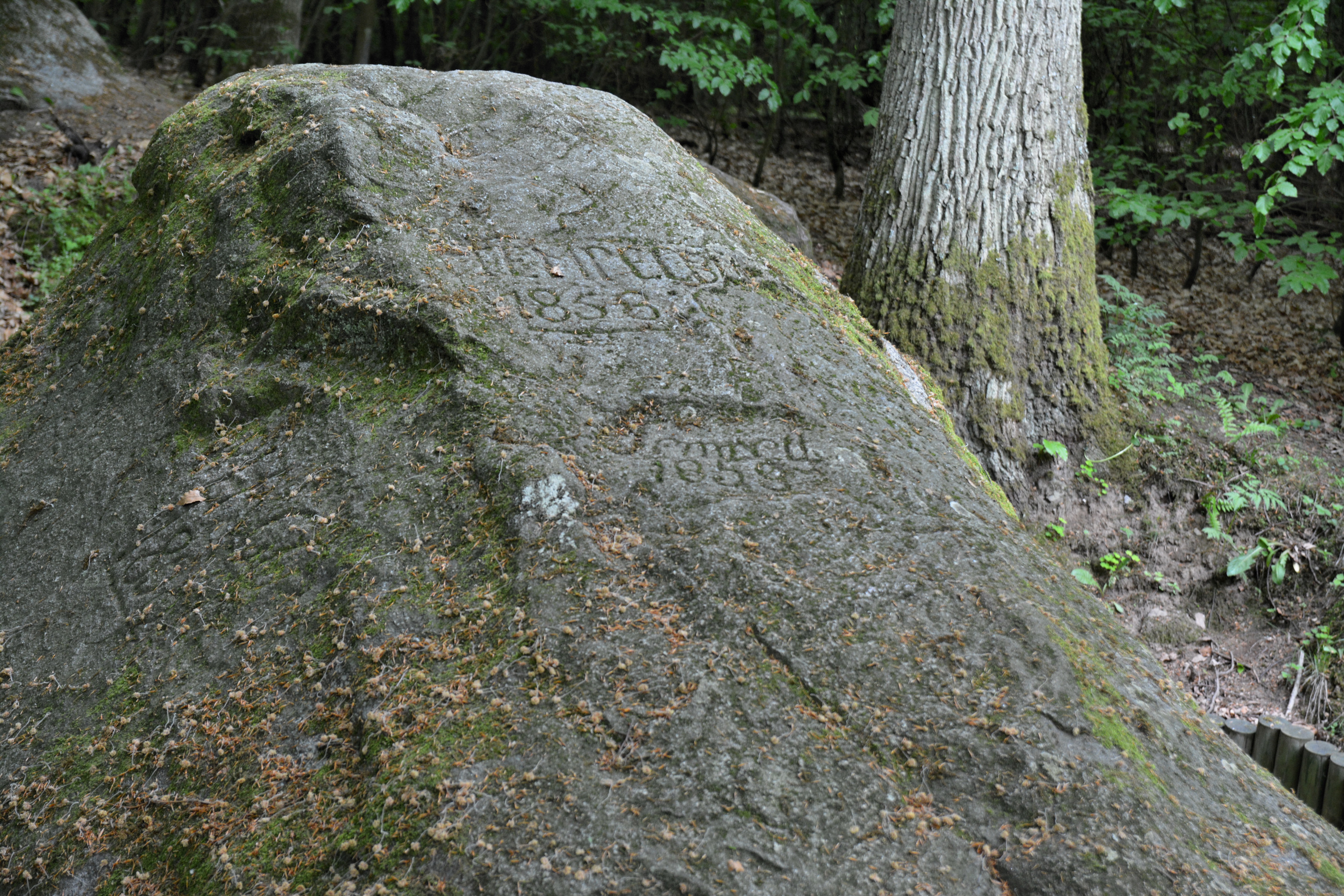
Napisy na głazie

Obwód głazu wynosi 19,5 m, a wysokość nad powierzchnię gruntu: 3,5 m. Na powierzchni głazu wykuty jest napis: "Tempelburg 1858" (Tempelburg to przedwojenna nazwa Czaplinka).